# K2 (Alpy Ötztalskie)

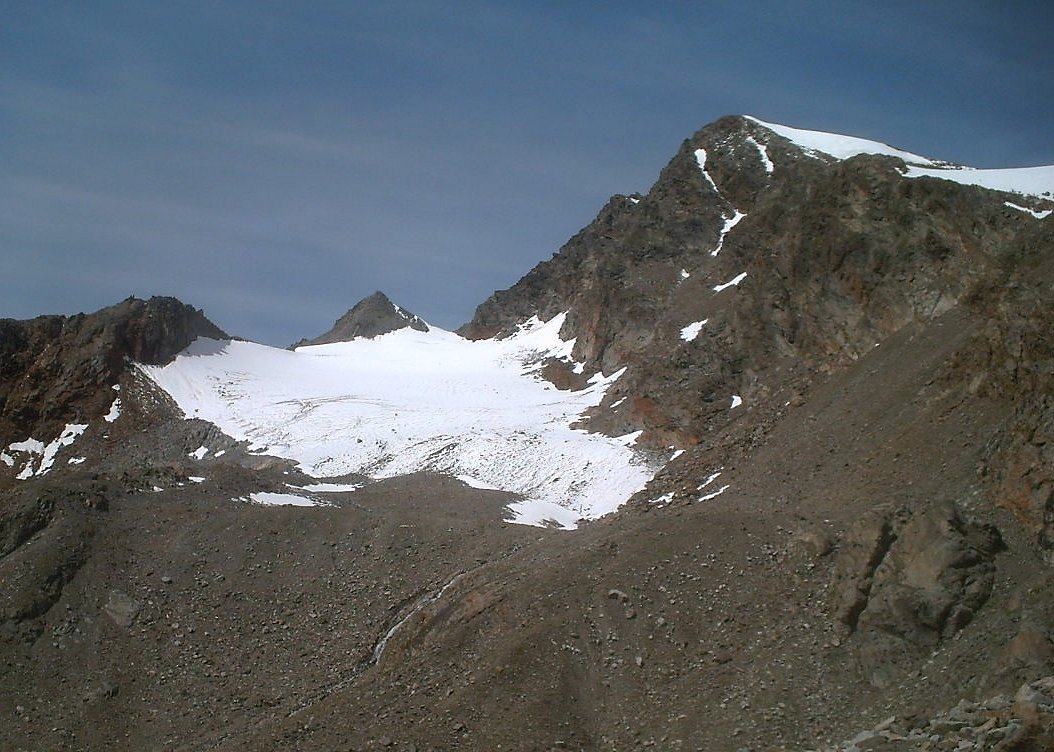
K2 w środku, po prawej Rostizkogel

K2 – szczyt w masywie Kaunergrat w Alpach Ötztalskich. Leży w Austrii w kraju związkowym Tyrol, ponad doliną Pitztal, pomiędzy szczytami Löcherkogel (3324 m n.p.m.) i Rostizkogel (3394 m n.p.m.). Wschodnie zbocza pokrywa lodowiec Löcherferner. U wschodnich podnóży znajduje się największe jezioro Alp Ötztalskich – Rifflsee. 
Swoją nazwę szczyt zawdzięcza podobieństwu w kształcie do słynnego ośmiotysięcznika K2 w Karakorum.